# Tennis South Invitational
Il Tennis South Invitational è stato un torneo di tennis. Ha fatto parte dello USTLA Indoor Circuit nel 1974, del World Championship Tennis nel 1976 e del Grand Prix nel 1977. Era giocato a Jackson negli Stati Uniti su campi in sintetico indoor.

## Albo d'oro

### Singolare
| Anno | Vincitore     | Finalista           | Punteggio     |
| ---- | ------------- | ------------------- | ------------- |
| 1973 | Eddie Dibbs   | Frew McMillan       | 5–7, 6–1, 7–5 |
| 1974 | Sandy Mayer   | Karl Meiler         | 7–6, 7–5      |
| 1975 | Ken Rosewall  | Earl Butch Buchholz | 7–5, 4–6, 7–6 |
| 1976 | Ken Rosewall  | Raúl Ramírez        | 6–3, 6–3      |
| 1977 | Brian Teacher | Bill Scanlon        | 6–3, 6–3      |

### Doppio
| Anno | Vincitori                    | Finalisti                      | Punteggio     |
| ---- | ---------------------------- | ------------------------------ | ------------- |
| 1973 | Zan Guerry Frew McMillan     | Jaime Pinto-Bravo Tito Vázquez | 6–2, 6–4      |
| 1974 | Fred McNair Grover Raz Reid  | Byron Bertram John Feaver      | 3–6, 6–3, 6–3 |
| 1975 | Ken Rosewall Fred Stolle     | Billy Martin John Newcombe     | 6–4, 2–6, 6–1 |
| 1976 | Brian Gottfried Raúl Ramírez | Ross Case Geoff Masters        | 7–5, 4–6, 6–0 |
| 1977 | Bob Hewitt Frew McMillan     | Phil Dent Ken Rosewall         | 6–2, 7–6      |